# Livrasco
Livrasco è una frazione del comune cremonese di Castelverde posta ad est del centro abitato.

## Storia
La località era un piccolo borgo agricolo di antica origine del Contado di Cremona con 261 abitanti a metà Settecento.
In età napoleonica, dal 1809 al 1816, Livrasco fu frazione di Cremona, recuperando l'autonomia con la costituzione del Regno Lombardo-Veneto.
Nel 1824 il comune di Livrasco fu soppresso dai governanti austriaci che lo annessero a Ossalengo, che in età risorgimentale confluì a sua volta in Tredossi, che a sua volta in età fascista confluì in Castelverde.